# Ouré-Kaba
 (août 2017).
Si vous disposez d'ouvrages ou d'articles de référence ou si vous connaissez des sites web de qualité traitant du thème abordé ici, merci de compléter l'article en donnant les références utiles à sa vérifiabilité et en les liant à la section « Notes et références ».
Ouré-Kaba est l'une des treize sous-préfectures de la préfecture de Mamou, en Guinée. Elle compte 13 districts : Kaba Centre, Dian-Dian, Kouloundala, Sitakötö, Banékötö, Sogoroya, Sébékötö, Portofita, Séléya, Alphaya, Bantamaya, Kolimö et Yomaya Limban. 
Elle est délimitée au Sud par la Sierra Leone, au Nord par la sous-préfectures de Kégnéko et à l’Est par la sous-préfectures de Soyah et de Bérteyah et à l’Ouest par celle de Marela (Faranah).
La ville d'Oure-Kaba est située sur la route nationale entre Mamou à 65 km et Faranah à 130 km. Elle est à 331 km de la capitale Conakry.
Son unité géo-morphologique est caractérisée par les hauts plateaux du Fouta-Djalon avec des sols de type « bowés » (sols latéritiques), sols peu différenciés sur cuirasse ferrugineuse, ferrallitiques dont la couleur dominante est le jaune beige.

## Population
En 2016, la localité comptait 33 931 habitants.
Les principales ethnies de la sous-préfecture sont les Malinkés, les Peuls et les Linban, ainsi qu'une minorité de Djalonkés et de Soussous.

## Économie
Les activités économiques les plus pratiquées sont l’artisanat, la production de fruits et légumes, l’élevage extensif et l'agriculture dont le fonio, la patate douce, l’arachide, le maïs, le manioc et le riz.